# Ioannis Theofilakis
Ioannis Theofilakis (en grec Ιωάννης Θεοφιλάκης; Esparta, 1879 - 1968) va ser un tirador grec que va competir a cavall del segle xix i del segle xx. Era germà del també tirador Alexandros Theofilakis.
Theofilakis va prendre part en 5 edicions dels Jocs Olímpics: el 1896, 1908, 1912, 1920 i 1924, a banda dels Jocs Intercalats de 1906. En totes aquestes participacions destaca per damunt de tot la medalla de plata obtinguda el 1920, als Jocs d'Anvers, en la prova de pistola militar, 30 metres per equips.